# The Recreation Ground
The Recreation Ground es un estadio de rugby situado en Bath, Inglaterra, junto al Río Avon, donde disputa sus partidos de local Bath Rugby de la Premiership Inglesa. El estadio fue construido en 1894 y tiene una capacidad para 14 500 espectadores.
El estadio no sólo se utiliza para encuentros de rugby, también se utilizan para los de Críquet donde se agranda el campo.
En años anteriores, el Recreation Ground sufrió inundaciones por el Río Avon, pero gracias a nuevas reformas en 1960 se mejoró el flujo del río. Sin embargo, el Recreation Ground sigue sufriendo inundaciones por las fuertes lluvias, el suelo suele ponerse muy pantanoso después de las mismas.